# Werner Mauss
Werner Mauss, alias Claus Möllner, Dieter Koch oder Richard Nelson (* 11. Februar 1940 in Essen), ist ein ehemaliger deutscher Privatdetektiv, der für verschiedene Unternehmen und ab 1965 auch als ziviler Mitarbeiter für Polizeibehörden und Geheimdienste tätig war. Im Zusammenhang mit verschiedenen Konflikten und Affären wurde sein Name der breiten Öffentlichkeit bekannt.

## Tätigkeiten
Seine Tätigkeiten als Ermittler und V-Mann für das Bundesministerium des Innern ermöglichten Mauss gute Kontakte zu verschiedenen Polizeibehörden, dem Bundeskriminalamt und zum Bundesnachrichtendienst. In den 1990er Jahren reichten seine Kontakte bis ins Bundeskanzleramt. Sein direkter Ansprechpartner dort war der langjährige Geheimdienstkoordinator der Regierung Kohl, Staatsminister Bernd Schmidbauer. In einem Brief an den ehemaligen Präsidenten des Bundesnachrichtendienstes Hansjörg Geiger (1996–1998) schrieb Mauss: „Insgesamt konnten durch meine Einsätze nachweisbar mehr als 1600 Personen einer Festnahme zugeführt werden.“
Mauss arbeitet wohl seit 2000 nicht mehr im staatlichen Auftrag, trotzdem wurde der Reisepass auf seine Tarnidentität Claus Möllner 2014 von der
Verbandsgemeinde-Verwaltung Simmern/Hunsrück offiziell verlängert. Gemeldet ist Möllner unter der Adresse der Anwaltskanzlei Hansen in Simmern/Hunsrück. Auch seine Tarnidentität Nelson wurde von der Verwaltung in Zell (Mosel) verlängert.

## Berufliche Laufbahn
Ende der 1950er Jahre sollte Werner Mauss aus seinem familiären Umfeld einen landwirtschaftlichen Betrieb übernehmen und begann eine Ausbildung zum Landwirt, die er 1960 mit Diplom abschloss. Die Übernahme des Betriebes kam nicht zustande, sodass sich Mauss auf eigene Kosten zum Detektiv umschulen ließ. Wegen fehlender eigener Mittel zur Finanzierung der Lehrgänge und verschiedener Privatlehrer arbeitete er als Hilfsjournalist in der Nachtschicht bei zwei Tageszeitungen im Ruhrgebiet, als Staubsaugervertreter, als Nachtarbeiter im Duisburger Hafen sowie in einem Kohlebergwerk. 1961 gründete Werner Mauss in Essen eine Detektei. Parallel dazu machte er den Flugschein und bot seine Tätigkeiten mit dem Zusatz „Eigener Flugeinsatz in ganz Europa“ an.
Nach ersten Erfolgen gegen das organisierte Verbrechen begann Mauss Ende der 1960er Jahre, nicht mehr ausschließlich für private Auftraggeber zu arbeiten, auch die Versicherungswirtschaft sicherte sich seine Dienste. Er ermittelte zusätzlich (und manchmal gleichzeitig) für verschiedene Sicherheitsbehörden verdeckt im kriminellen Milieu, mit Informationen versorgt durch Polizeibehörden, bezahlt durch Versicherungsverbände.
Ab 1969 arbeitete Werner Mauss erstmals im Auftrag der damals neu eingerichteten Ermittlungsgruppe des Bundeskriminalamtes (BKA). Unter Mitwirkung von Mauss wurden unter anderem die mehrfach aus dem Gefängnis ausgebrochenen Schwerverbrecher Alfred Lecki und Helmut Derks in Alicante beziehungsweise Marbella aufgespürt und von der Polizei gefasst.

### Legendenbildung
Werner Mauss wird mit einer Reihe von spektakulären Kriminalfällen in Verbindung gebracht. Die genauen Abläufe und seine Beteiligung sind allerdings nur zum Teil geklärt, was zur Legendenbildung beiträgt. So wird der Name Mauss in Zusammenhang mit dem Auffinden des Seveso-Giftes genannt, mit der Festnahme des RAF-Terroristen Rolf Pohle in Athen, mit der Freilassung der Hisbollah-Geiseln Rudolf Cordes und Alfred Schmidt im Libanon und mit der Festnahme der Täter sowie Rückführung des geraubten Kölner Domschatzes. Die Rolle im Fall des geraubten Domschatzes erläutern Mauss und die damals leitende Oberstaatsanwältin Mösch in der WDR Dokumentation „Der Raub des Kölner Domschatzes“.
Die „Institution M“, wie Mauss beim BKA genannt wurde, kam immer dann ins Spiel, wenn staatliche Organe nicht mehr weiterkamen, sich nicht „die Finger dreckig machen“ wollten oder eine Operation aus juristischen oder völkerrechtlichen Aspekten heraus nicht durchführen konnten. Kritiker werfen Mauss vor, dabei die Grenzen des Rechtsstaates überschritten zu haben und als „Agent provocateur von Staats wegen“ aufgetreten zu sein, also zu Straftaten angestiftet zu haben, deren Aufklärung er sich später zuschreiben ließ.
Ein Untersuchungsausschuss des Niedersächsischen Landtags versuchte 1984 zu klären, ob und inwiefern Mauss wann, von wem und wozu mit Legenden ausgestattet worden ist, ob er unter Decknamen ausschließlich Landes- oder auch privatwirtschaftlichen Interessen gedient, ob er als Agent provocateur gearbeitet und gemeinsam mit Beamten Rechtsverletzungen begangen oder vertuscht hat. Mauss ließ sich allerdings erst 1988 – nach mehreren erfolglosen Vorladungen – vernehmen, berief sich dabei allerdings auf eine eingeschränkte Aussagegenehmigung oder sagte aus, sich an Einzelheiten nicht erinnern zu können.

### Der Fall Düe und das erste Foto in der Presse
Im Jahre 1983, im Zuge des Gerichtsverfahrens gegen den Juwelier René Düe, gelangte das erste Foto von Werner Mauss an die Presse. Mauss ermittelte damals in Zusammenarbeit mit einer Sonderkommission wegen mutmaßlichen Betruges zum Nachteil einer Versicherung gegen den verdächtigen Düe. Er kontaktierte Düe, der angab, ausgeraubt worden zu sein, unter Decknamen und übernahm als Hehler Stücke, die Düe als gestohlen gemeldet hatte. Daraufhin wurde René Düe am 5. August 1982 festgenommen und am 4. Januar 1984 vom Landgericht Hannover zu siebeneinhalb Jahren Haft verurteilt. Nach Aufhebung des Urteils in der Revisionsinstanz wurden im neuen Prozess die konspirativ erlangten Beweismittel verworfen und das Landgericht rügte den verdeckten Einsatz Mauss’ und sprach Düe am 13. März 1989 aus Mangel an Beweisen frei.
1984 setzte der Niedersächsische Landtag einen Untersuchungsausschuss ein (Siehe auch: Liste der Untersuchungsausschüsse des Niedersächsischen Landtags). Er beschäftigte sich unter anderem mit den Methoden Mauss’ im Fall Düe. Dieser blieb dem Ausschuss trotz mehrfacher Ladung fern.
Die Zivilkammer des Landgerichts Hannover verurteilte Düe trotz des strafrechtlichen Freispruches wegen arglistiger Täuschung und grober Fahrlässigkeit. Dabei wurde auch sein Antrag auf Prozesskostenhilfe für eine Schadensersatzklage gegen die Versicherung in Höhe von 73 Millionen DM abgelehnt. Der Bundesgerichtshof bestätigte später dieses Urteil.
Fast 20 Jahre später (im Juni 2000) wurden im früheren Geschäft des Vaters von René Düe 10,8 Kilogramm des damals als geraubt gemeldeten Schmuckes – teilweise noch original etikettiert – sichergestellt. Zu diesem Zeitpunkt war eine mögliche Strafverfolgung jedoch bereits verjährt.

### Tätigkeiten in Südamerika
Mitte der 1980er Jahre wurde Mauss verstärkt in Südamerika tätig, vor allem in Kolumbien. Hier war er – zunächst im Auftrag der Mannesmann AG – eingesetzt, um den Bau einer Pipeline gegen den Widerstand der Guerillagruppe ELN durchzusetzen und vier entführte Manager der Firma zu befreien.
Mauss gründete zusammen mit der katholischen Kirche eine Hilfsorganisation und erhielt dafür vom Apostolischen Vikariat von Arauca am 9. September 1985 den Friedenspreis von Sarare in Kolumbien. Die Kontakte aus dieser Zeit griff er in den 1990er Jahren wieder auf, als er einen vom Kanzleramtsminister Bernd Schmidbauer unterstützten Friedensprozess anstieß. Dieser machte zur Bedingung, dass die in Kolumbien festgehaltenen entführten europäischen Geiseln ohne Zahlung von Lösegeld freigelassen werden sollten. Mauss verhandelte daraufhin in Kolumbien noch in mehreren Fällen die Freilassung europäischer Geiseln aus der Hand der ELN. Die genauen Umstände und seine Rolle dabei blieben aus Sicherheitsgründen geheim.
Werner Mauss und seine damalige Ehefrau wurden am 17. November 1996 von der kolumbianischen Polizei in Medellín verhaftet, als sie mit einer zuvor von örtlichen Kriminellen entführten und von der Guerillabewegung ELN zur Freilassung verhandelten deutschen Geisel das Land verlassen wollten. Er und seine damalige Ehefrau blieben neun Monate in Untersuchungshaft, da man ihnen vorwarf, in Lösegeldzahlungen verwickelt zu sein. Das Ermittlungsverfahren wurde am 20. Mai 1998 eingestellt und das Ehepaar Mauss in allen Punkten freigesprochen. Das Gericht erklärte die Verhaftung für rechtswidrig.
Gegen Medienberichte, die behaupteten, es seien Lösegelder geflossen, ging Mauss erfolgreich gerichtlich vor. Schmidbauer erklärte, die Kontakte des Ehepaares Mauss zur ELN, die er veranlasst habe, seien aus Sicht der Bundesregierung transparent und mit dieser abgestimmt verlaufen.
Nach seiner Entlassung aus der Untersuchungshaft im Juni 1997 setzte Mauss, unterstützt vom damaligen Staatspräsidenten der Republik Kolumbien Ernesto Samper, der nationalen Friedenskommission Kolumbiens, der deutschen Bischofskonferenz und der deutschen Bundesregierung, seine Verhandlungen im kolumbianischen Urwald fort. Mit Genehmigung der Konfliktparteien führte Mauss den damaligen militärischen Chef der kolumbianischen ELN, Pablo Beltrán, im Juli 1998 zu Friedensverhandlungen nach Deutschland.

### Tätigkeiten nach 1999
Eigenen Aussagen zufolge beschäftigte Mauss sich seit 1999 mit dem Abbau der von ihm geschaffenen Strukturen in Kolumbien. In Malaysia ermittelte er gegen die Terrororganisation Abu Sayyaf und in Nicaragua wegen einer ETA-Zelle sowie in Kolumbien bezüglich der FARC und verschiedenen Drogenkartellen. Diverse Delikte bearbeitete er in Thailand, in Kambodscha setzte Werner Mauss sich bei der Drogenbekämpfung ein. In den Jahren 2002–2007 arbeitete er erneut mit deutschen Behörden zusammen. Zur Wiederbeschaffung des Flick-Sarges war Werner Mauss in Ungarn tätig. Als Mediator arbeitete er in China und im Vatikan für die Annäherung beider Staaten. Im Nahen Osten und in Asien ist Mauss bei der Terrorismusbekämpfung tätig. Seit 2011 unternimmt er Tätigkeiten zur Falschgeldbekämpfung.

## Parteispenden
Ein Anwalt von Werner Mauss erklärte, dass dieser seit dem Jahr 1968 – seit Aufnahme seines Wohnsitzes im Landkreis Cochem-Zell – unter seiner Identität Richard Nelson regelmäßig an die CDU gespendet habe. Ob die Zahlungen jeweils an den Kreisverband erfolgten oder auch an den Landesverband, könne sein Mandant heute nicht mehr nachvollziehen.
Dazu nutzte Mauss, mindestens in den Jahren 2008 bis 2015, ein Anderkonto der Anwaltskanzlei von Franz Otto Hansen aus Eisenach und Simmern/Hunsrück, auf das Geld in bar eingezahlt und dann per Überweisung an die Kreis-CDU Cochem-Zell oder die CDU Rheinland-Pfalz gesendet wurde.
Patrick Schnieder, Generalsekretär der CDU Rheinland-Pfalz, erklärte, dass Spenden von vor 1999 nicht zurückzuverfolgen seien, da keine Unterlagen mehr vorlägen. Aus den Jahren 1999 und 2001 seien Spenden in Höhe von 25.000 D-Mark unter Mauss’ Tarnnamen Richard Nelson gefunden worden. Aus den Jahren 2002, 2004 und 2005 seien Spenden in Höhe von insgesamt 31.000 Euro von Mauss’ Anwalt Hansen in den Unterlagen zu finden. Die Summe der Beträge an die Kreis-CDU beläuft sich für die Jahre 2008 bis 2015 auf 63.500 Euro. An die CDU Rheinland-Pfalz spendete Mauss bis 2015 insgesamt mindestens 125.000 Euro. Im Jahr 2010 waren es 9.000 Euro und 9.500 Euro.
Nach Angaben von Mauss’ Anwalt Gero Himmelsbach wickelt die Kanzlei seit 30 Jahren Geschäfte für Werner Mauss ab. Er bestätigte gegenüber dem Südwestrundfunk, dass die Spenden im Auftrag von Mauss getätigt wurden. Sie seien offen namens und im Auftrag der Firma Nolilane erfolgt.
Folgen
CDU-Landesgeschäftsführer Jan Zimmer erklärte am 30. September 2016, dass die CDU am 29. September 2016 davon erfahren habe und dass die Spenden weitergeleitete Gelder seien. Am 30. September 2016 überwies die CDU die Spenden an den Deutschen Bundestag, weil sie das Geld als unzulässige Spende einstufte.
Mauss’ Anwalt Hansen schrieb am 3. Oktober 2016 an den Bundestagspräsidenten Norbert Lammert. Seit Jahren sei er Bevollmächtigter der Firma Nolilane N.V., einer Aktiengesellschaft niederländischen Rechts, und habe in deren Namen zwischen 2008 und 2015 an die CDU gespendet. Gesellschafter der Firma sei die Liechtensteiner Stiftung Werida. Destinatär dieser Stiftung ist nach Informationen von NDR und SZ eine Tarnidentität von Mauss. In dieser Stiftung soll Mauss einen Teil seines Vermögens verwalten.
Der Landtag Rheinland-Pfalz befasste sich auf Antrag der Fraktion Bündnis 90/Die Grünen am 5. Oktober 2016 in einer Aktuellen Stunde mit den Spenden.
Am 9. November 2016 erklärte der Schatzmeister des CDU-Kreisverbandes Cochem-Zell, Peter Bleser, in Folge des Bekanntwerdens der Spenden nicht mehr für dieses Amt zu kandidieren. Im Sommer 2022 akzeptierte Bleser einen Strafbefehl des Amtsgerichts Cochem wegen Untreue und des Verstoßes gegen das Parteiengesetz.

## Panama Papers
Mauss soll nach den im April 2016 veröffentlichten Panama Papers mit Briefkastenfirmen in Südamerika in Zusammenhang stehen. Als Tarnname wird Klaus Möllner und auch Claus Möllner und Werner Möller genannt. Ebenso wurden die Namen Richard Nelson, Alexander Nelson, Horst Faber, Dr. Lampe, Jacques, Marlowe, Otto John und Herbert Rick genannt. Die Namen der Briefkastenfirmen sind Nolilane, Transacta Valores, Boreal Management, Baird Ressources, Capriccio Management, Bradler International, Corporación de Inversiones Cascabel, Goldborn Overseas, Goodwin Holdings Corp, Nerball Enterprises, Zabo S.A. und Anysberg International.
Nolilane und Werida
Aus Unterlagen der Panama Papers geht hervor, dass die Firma Nolilane N.V. in Curaçao gegründet und 2005 aus dem Handelsregister der Niederländischen Antillen gestrichen wurde.
Nach Angaben von Mauss’ Anwalt Hansen sei Gesellschafter der Firma die Liechtensteiner Stiftung Werida. Destinatär dieser Stiftung ist nach Informationen von NDR und SZ eine Tarnidentität von Mauss. Hansen sei seit Jahren Bevollmächtigter der Firma.

## Prozess wegen des Verdachts auf Steuerhinterziehung
Am 26. September 2016 begann vor der 2. Großen Wirtschaftsstrafkammer des Landgerichts Bochum unter Vorsitz von Markus van den Hövel ein Steuerstrafverfahren gegen Mauss (Aktenzeichen 365 Js 335/12). Ihm wurde vorgeworfen, mehr als 15 Millionen Euro an Steuern hinterzogen zu haben. Mauss sei unter seinem Decknamen Claus Möllner Begünstigter zweier Stiftungen gewesen, die im Jahr 2008 in Luxemburg über Einlagen im Wert von 37 Millionen Euro verfügt hätten. Das Geld war in Deutschland nicht versteuert worden und nach Ansicht der Ermittler zwischenzeitlich auf mehr als 50 Millionen Euro angewachsen. Hinweise darauf fanden sich auf einer CD der Schweizer Bank UBS, die Steuerfahnder im Jahr 2012 gekauft hatten. Mauss gab an, dass ihm das Geld nicht gehöre. Es sei ihm erstmals 1985 über ein UBS-Konto in Panama von einem Geheimbund (Autoridades de seguridad del oeste, dt.: „Westliche Sicherheitsbehörden“) anvertraut worden, um Mauss’ Kampf gegen Terror und Verbrechen zu finanzieren. Später sei das Geld zur UBS in Luxemburg transferiert worden. Wer hinter dem Geheimbund steckt, könne Mauss nicht sagen. Angeblich seien der Vatikan, der Staat Israel sowie humanitäre Organisationen involviert. Deutsche Stellen seien informiert gewesen, hätten sich aber nicht finanziell an dem Geheimfonds beteiligt, der bis heute aktiv sei. Mauss wollte erreichen, dass Gerhard Boeden als Zeuge geladen wird, da dieser seine Angaben bestätigen könne. Ende November teilte Mauss dem Gericht mit, dass er festgestellt habe, dass Boeden bereits seit 2010 verstorben ist.
Am 9. Januar 2017 sagte der frühere Staatsminister und Geheimdienstkoordinator der Bundesregierung, Bernd Schmidbauer, als Zeuge über seine Kenntnisse zu diesen Vorgängen vor dem Landgericht Bochum aus. Laut Schmidbauers Aussage soll es einen solchen Geheimfonds geben.
Am 3. März 2017 wandte sich Werner Mauss mit einem offenen Brief mit dem Titel Gerichte oder Medien: Wer hat Recht? an die Medien.
In den Plädoyers forderte die Staatsanwaltschaft eine Freiheitsstrafe von sechs Jahren und drei Monaten, die Verteidigung einen Freispruch. Das Gericht verurteilte Mauss am 5. Oktober 2017 wegen Steuerhinterziehung in zehn Fällen zu zwei Jahren Haft auf Bewährung. Die Bewährungsdauer wurde auf drei Jahre festgelegt, zudem muss Mauss 200.000 Euro für karitative Zwecke zahlen. Das Gericht sah es als erwiesen an, dass Mauss 35 Millionen Euro Zinsen aus einem luxemburgischen Vermögen eingenommen hatte. Werner Mauss sei der Meinung gewesen, das Geld habe gar nicht ihm gehört, weshalb er irrig annahm, keine Steuern zahlen zu müssen. Mauss habe das Geld durch verschiedene Stiftungen geführt, bis es irgendwann seines geworden sei. Beispielsweise könne man mit fremdem Geld nicht seine möglichen Erben bedenken oder sein Anwesen in ein „Mausoleum“ umwandeln lassen. Deshalb hätte das Geld versteuert werden müssen. Hätte Mauss es versteuert, hätte er Betriebskosten geltend machen können. Bei der Höhe der Betriebskosten akzeptierte das Gericht eine von Mauss vorgelegte Liste, die diese auf ca. 29 Millionen Euro bezifferte. Von den verbleibenden sechs Millionen Euro ergebe sich demnach eine Steuerlast von ca. 2 bis 2,3 Millionen Euro. Da der Bundesgerichtshof in früheren Entscheidungen festgestellt hatte, dass bei mehr als einer Million Euro hinterzogener Schulden eine Bewährungsstrafe in der Regel nicht mehr möglich sein soll, ging der Vorsitzende Richter auf die Strafhöhe ausführlich ein. So sei Mauss’ „beeindruckenden Lebensleistung“, vor der „die Kammer höchsten Respekt“ habe, besonders zu würdigen gewesen. Außerdem wirke strafmildernd, dass Werner Mauss nicht vorbestraft ist, relativ alt ist, Familie hat und seine Steuerschuld nachträglich vollständig beglich. „Herr Mauss hat niemanden erschlagen und betrogen, von ihm geht keine Gefahr aus“, sagt van den Hövel, „daher hat sich die Kammer mit Bauchschmerzen zur Bewährungsstrafe durchgerungen.“ Das Strafmaß wurde von dem Bonner Rechtswissenschaftler Thomas Grosse-Wilde kritisiert. Die „Lebensleistung“ als außerordentlicher Strafmilderungsgrund fände keine Stütze im deutschen Recht. Es sei ein Bonus, den das Gericht nur in diesem Einzelfall herangezogen habe. Grosse-Wilde verweist auch darauf, dass es keinen gesellschaftlichen Konsens darüber gebe, was eine große Lebensleistung sei; eine „Lebensleistungs“-Rechtsprechung setze sich dem Vorwurf der Klassenjustiz aus.
Staatsanwaltschaft und Verteidigung legten am 6. Oktober 2017 Revision beim Bundesgerichtshof ein; am 10. Januar 2019 hob dieser das Urteil gegen Werner Mauss auf und verwies die Entscheidung zurück zum Landgericht Bochum.
Das Landgericht Bochum teilte am 17. Juni 2020 mit, dass der zweite Strafprozess gegen Werner Mauss ausgesetzt wird. Grund für die Aussetzung des Verfahrens seien fehlende Unterlagen aus der Schweiz, aus Luxemburg und aus Israel, die nun beschafft werden sollen. Es seien Nachermittlungen erforderlich, die ein bis zwei Jahre dauern könnten. Solange bleibt der Prozess offiziell ausgesetzt, danach müsse der Prozess noch einmal komplett von vorne beginnen.

## Privates
Werner Mauss ist in dritter Ehe verheiratet und hat vier Kinder. Von 1961 bis zur Scheidung 1983 war Mauss mit Margret Ida Elfriede Jüres verheiratet, die in diesen Jahren zusammen mit ihm tätig war. Seine zweite Frau war die auf Sardinien geborene Maria Alida Laetitia Mauss, geborene Veltri, mit der er drei Kinder hat. Er wohnt in Altstrimmig. Mauss hatte dort im Jahr 1969 eine Villa mit weitläufigem Gelände erworben. Dort hält er Mufflons, Damwild, Emus und Bisons. Am 2. November 2022 brannte die Villa nach einem Feuer im Kamin bis auf die Grundmauern nieder.